# Chisindia, Arad
Chisindia (alternativ Chișindia, Chesend, Kiszindia, Keszend, Biszindia, Koszend, Koszend ) este satul de reședință al comunei cu același nume din județul Arad, Crișana, România.